# Быть красивой недостаточно
«Быть красивой недостаточно» (исп. Ser Bonita no Basta) — венесуэльский телесериал. Сценарий написан Сесаром Сьерра и Перлой Фариас. Главные роли сыграли Марианела Гонсалес, Флавия Глеске и Марджори де Соуса. Также в сериале приняли участие Хавьер Видаль, Федра Лопес, Уго Васкес, Алехандро Отеро, Рикардо Аламо и Рикардо Бьянки. Сериал рассказывает о закулисных интригах мира моды и о сложных отношениях между девушками, мечтающими о короне королевы красоты. Второй важной темой сериала являются отношения с родителями и родными.

## Сюжет
Кораль, Топасио и Эсмеральда (Корал, Топаз и Изумруд) — это три красавицы-сестры с разными судьбами. У них общий отец Асдрубаль Торрес, безответственный мужчина, который сбежал из страны, стремясь сохранить свою свободу. Он бросил семью, но много лет спустя решил вернуться, чтобы попросить у дочерей прощения, а также подарить им любовь, которую никогда не давал. Именно отец поможет им встретиться. Трёх сестёр объединяет родимое пятно в форме полумесяца и необыкновенная красота. И все три девушки столкнутся с невезением и страданиями из-за любви.
Кораль Торрес — единственная законная дочь Асдрубаля, её красота поражает всех прохожих. Но ей не хватает сильной воли, потому что она выросла под жестким надзором своей матери Соледад. Это женщина с неудавшейся судьбой, которая хочет, чтобы через дочь сбылись все её мечты. Из-за своей красоты Кораль становится жертвой материнских амбиций, её зависти и манипуляций, а также страдает из-за интриг непривлекательной кузины Элены. Обе делают всё возможное, чтобы разлучить Кораль с её единственной большой любовью. Из-за этого Кораль совершает много ошибок в жизни и дорого платит за них. Ей придётся расстаться с любимым мужчиной и плодом их любви.
Топасио Торрес — прямолинейная девушка-бунтарка, плод настоящей любви своего отца. Она выросла в приюте и тяжело пережила смерть своего брата Томаса. Красота привела её в тот мир, который ей не нравится. Она станет известной и победит в важнейшем конкурсе красоты этой страны. Топасио мечтает создать свою семью и видит в Орландо, своём женихе, исполнение этой мечты. Но её жених оказывается слишком амбициозным и корыстным. Мечты Топасио рушатся из-за зависти Исабелины, богатой, но непривлекательной девушки, и из-за предательства самого Орландо. Топасио дорого заплатит за свою красоту.
Эсмеральда Торрес, младшая из сестёр, скрывает свою настоящую красоту под сильной застенчивостью. И она становится жертвой двух сводных сестёр, которые не имеют такой красоты, как она. После сильного эмоционального потрясения Эсмеральда будет вынуждена выбраться из кокона, где она выросла, и столкнуться с настоящим миром, где её красота станет препятствием, чтобы добиться любви Дьюка, её «принца».
Со временем девушки понимают, что быть красивой недостаточно, чтобы добиться чего-то в жизни. И судьбы трёх сестёр переплетутся в волшебном мире моды….

## Актёры
- Марджори де Соуса — Кораль Торрес Олаваррия
- Рикардо Аламо — Алехандро Мендоса
- Марианела Гонсалес — Эсмеральда Фалькон
- Флавия Глеске — Топасио Мартинес
- Уго Васкес — Орландо Альварес
- Рикардо Бьянки — Хулиан Мендоса «Дьюк»
- Алехандро Отеро — Франсиско Ариас
- Федра Лопес — Соледад Олаваррия
- Адольфо Кубас — Хусто Олаваррия
- Хавьер Видаль — Асдрубаль Торрес
- Эрнесто Бальци — Эсекьель Вильясенсио
- Анабелья Троконис-Нери — Исабелина Вильясенсио
- Беатрис Васкес — Тереса де Мендоса
- Ана Габриэла Барбоса — Хасмин Фалькон
- Лолимар Санчес — Росита Фалькон[3]